# Фрейре, Анселму Браамкамп
Ансе́лму Браамка́мп Фре́йре (порт. Anselmo Braamcamp Freire, изредка встречается написание порт. Braancamp; 1 февраля 1849, Лиссабон; 21 декабря 1921, Лиссабон) — известный португальский историк, археолог, политик, писатель, автор основательного 3-томного исследования по генеалогии португальских знатных фамилий «Гербы зала в Синтре» (Brasões da Sala de Sintra, 1899).

## Жизненный путь и карьера
Происходил из аристократического семейства из Рибатежу с давними голландскими корнями по материнской линии, отец имел титул 1-го барона д’Алмейрин (Barão de Almeirim). Родители также носили титул 4-х графов де Лумиареш (4.os condes de Lumiares), обладали близкими связями с семьями Каштру и Риба Фрия (Riba-Fria). По линии матери имел родственные связи с древними португальскими знатными родами Алмейда и Каштелу Бранку.
В своей военной карьере дослужился до звания капитана пехоты, был посвящён в рыцари Мальтийского ордена и военного ордена Св. Фернандо Испанского. 25 мая 1887 года получил титул пэра королевства и тогда же стал членом Королевской лиссабонской академии наук, президентом которой был впоследствии избран.
В политической карьере отдал предпочтение республиканской партии, вступив в её ряды в 1907 году. В последние годы монархии, будучи депутатом муниципального совета Лиссабона, выступал на стороне оппозиции. После Португальской революции 1910 года занимал высокие должности в республиканском правительстве Португалии: выдвигался на пост президента, был избран мэром Лиссабона (порт. presidente da Câmara municipal de Lisboa — председатель муниципальной палаты Лиссабона; 1908—1913), первым председателем Сената Португальской республики на данном посту.
Занимался активной журналистской деятельностью, сотрудничая с такими изданиями как Revista Lusitana, Boletim da Classe de Letras da Academia das Ciências de Lisboa и Jornal do Comércio. Научные интересы были направлены на историю и литературу XV и XVI веков. В этом отношении наиболее значимыми считаются «Жизнь и сочинения Жила Висенте» (Vida e Obras de Gil Vicente), и «Указатель произведений „Всеобщего песенника“, составленного Гарсией де Резенде» (Índice do Cancioneiro Geral de Garcia de Resende) и «Сочинения Жила Висенте» (Obras de Gil Vicente). В качестве археолога и специалиста по генеалогии оставил много работ, поэтому может считаться предтечей генеалогии как науки в Португалии. В 1899 году был опубликован первый том фундаментального труда по генеалогии «Гербы зала в Синтре», составленный на основе картин Гербового зала Национального дворца в Синтре. Монография вышла минимальным тиражом 100 экземпляров, распространявшимся среди друзей генеалога. В первой четверти XX века (1921—1930) вышло повторное второе издание исследования тиражом 200 экземпляров; следующие переиздания были осуществлены в 1973 и 1996 годах. В данной работе учёный опирался на источники предшественников, в частности, на рукописи XVI века: «Книгу главного оружейника» (1509) и «Книгу знати и усовершенствованных гербов» (1541). В основном монография посвящена генеалогии, а геральдике отведено мало места. В 1903 году выступил одним из основателей подписного издания из серии томов «Португальский исторический архив» (Arquivo Histórico Português, 6-й том вышел в 1908 году). В каждом выпуске публиковались научные статьи Анселму Браанкампа Фрейре.
В Сантарене находится дом-музей А. Б. Фрейре, в котором также располагается городская библиотека. Историк завещал городу свой дом, собрание книг (около 10 000 томов), пинакотеку, иные коллекции. Одна из улиц Лиссабона носит имя историка.

## Публикации
В каталоге Национальной библиотеки Португалии числятся на хранении 47 работ Анселму Браамкампа Фрейре
- O Conde de Villa Franca e a Inquisição (1899)
- Armaria portuguesa (1900, справочник по генеалогии и геральдике)
- As sepulturas do Espinheiro (1901)
- Em volta de uma carta de Garcia de Resende (1905)
- A honra de Resende (Arquivo Histórico Português, vol. IV, p. 10–71. 1906)
- Amarrado ao pelourinho (1907)
- Emmenta da Casa da India (1907)
- Crítica e história: estudos (1910; 1996)
- Livro dos bens de D. João de Portel: cartulario do século XIII  (1910; 2003)
- Um aventureiro na empresa de Ceuta (1913)
- Gil Vicente, poeta e ourives (1914)
- Expedições e armadas nos anos de 1488 e 1489 (1915)
- Maria Brandoa, a do Crisfal (1916)
- Nos centenários de Ceuta e Albuquerque: discursos (1916)
- Condados de Moncorvo e da Feira: ousada falsificação de documentos (1919)
- Vida e obras de Gil Vicente: trovador, mestre da balança (1919; 1944)
- Almirantado do mar da India, data da sua criação (1920)
- Ida da Imperatriz D. Isabel para Castela (1920)
- Noticias da feitoria de Flandres: precedidas dos Brandões poetas do Cancioneiro (1920)
- A censura e o Cancioneiro Geral (1921)

Известен как составитель 1-го дипломатического издания сочинений Бернардина Рибейру и Криштована Фалкана (1923, 2-е издание 1932):
- Ribeiro B., Falcão C. Obras : Nova edição conforme a edição de Ferrara preparada e revista por Anselmo Braamcamp Freire e prefaciada por D. Carolina Michaëlis de Vasconcelos :  [порт.] : in 2 vol. / Bernardim Ribeiro, Cristovão Falcão / Anselmo Braamcamp Freire, Carolina Michaëlis de Vasconcellos. — 2.ª edição. — Coimbra : Imprensa da Universidade, 1932. — Vol. 2. — P. 257—293. — 337 p. — (Biblioteca de Escritores Portugueses). — 50 экз.

Очевидно, что наиболее известной публикацией является монография по генеалогии «Гербы зала в Синтре», выдержавшей 3 переиздания (1921, 1973, 1996).
- Freire A. Braamcamp. Brasões da Sala de Sintra :  [порт.] : in 3 vol. / Anselmo Braamcamp Freire. — 2.ª edição. — Coimbra : Imprensa da Universidade de Coimbra, 1921. — Vol. 1. — 626 p. — 200 экз.
- Freire A. Braamcamp. Brasões da Sala de Sintra :  [порт.] : in 3 vol. / Anselmo Braamcamp Freire. — 2.ª edição. — Coimbra : Imprensa da Universidade de Coimbra, 1930. — Vol. 3. — XIV, 513 p. — 200 экз.